# Idalus crinis
Idalus crinis là một loài bướm đêm thuộc phân họ Arctiinae, họ Erebidae.